# Aluminijska folija
Aluminijska folija je folija od aluminija izvaljanog u tanke listiće. Folija je savitljiva i može se lako savijati ili omotati oko predmeta. Tanke folije su lomljive i ponekad se laminiraju drugim materijalima kao što su plastika ili papir kako bi bile jače i lakše uporabive.
Godišnja proizvodnja aluminijske folije iznosila je približno 850 000 tona (940 000 tona) u Europi 2014. godine i 600 000 tona (660 000 tona) u SAD-u 2003. godine. Otprilike 75 % aluminijske folije koristi se za pakiranje hrane, kozmetike i kemijskih proizvoda, a 25 % se koristi za industrijske primjene (npr. toplinska izolacija, električni kabeli i elektronika). Lako se reciklira.
Aluminijska folija je sredinom 20. stoljeća istisnula iz uporabe kositrenu foliju (Staniol). U Ujedinjenom Kraljevstvu i Sjedinjenim Američkim Državama često se neformalno naziva "kositrenom folijom", baš kao što se čelične limenke često još uvijek nazivaju "limenkama". Metalizirane folije se ponekad pogrešno zamjenjuju s aluminijskom folijom, ali zapravo su polimerne folije presvučene tankim slojem aluminija.

## Povijest

### Prije aluminijske folije
Folija izrađena od tankog lista kositra kod nas znana kao staniol bila je komercijalno dostupna prije svog aluminijskog pandana. Kositrena folija komercijalno se reklamirala od kraja devetnaestog do početka dvadesetog stoljeća. Izraz "tin foil" preživio je u engleskom jeziku i kao izraz za noviju aluminijsku foliju. Kositrena folija manje je savitljiva od aluminijske folije i daje lagani okus na kositar hrani umotanoj u nju. Istu je istisnuo  aluminij te drugi materijali za zamatanje hrane.
Prve audio snimke na gramofonskim cilindrima napravljene su na kositrenoj foliji.

### Izum
Kositar je prvi put zamijenjen aluminijem 1910. godine, kada je prva tvornica za valjanje aluminijske folije, Dr. Lauber, Neher & Cie. otvorena u Emmishofenu u Švicarskoj. Tvornica, u vlasništvu J. G. Neher & Sons, proizvođača aluminija, osnovana  1886. u Schaffhausenu u Švicarskoj, u podnožju slapova Rajne, čija je energija pokretala pogone za  proizvodnju. U prosincu 1907. Neherovi sinovi, s dr. Lauberom, izumili su proces beskonačnog valjanja, te su otkrili da se aluminijska folija može koristiti kao zaštitna barijera.
Godine 1911. Tobler sa sjedištem u Bernu počeo je zamatati svoje čokoladice u aluminijsku foliju, uključujući jedinstvenu trokutastu čokoladicu, Toblerone.
Prva upotreba folije u Sjedinjenim Državama bila je 1913. za zamatanje Life Saversa, čokoladica i žvakaćih guma.

## Osobine
Aluminijska folija ima debljinu manju od 0,2 mm. Standardna folija za kućanstvo tipično je debela 0,016 mm, a deblja folija za kućanstvo obično je debljine 0,024 mm.
Folija može imati neprianjajući sloj samo na jednoj strani.